# I Should Be So Lucky
I Should Be So Lucky ist ein Lied und die internationale Debütsingle der australischen Sängerin Kylie Minogue. Der Popsong erschien am 29. Dezember 1987 in Australien sowie weltweit am 2. Januar 1988.

## Geschichte
Nachdem Locomotion, ein Cover von The Loco-Motion, bereits in Australien erfolgreich gewesen war, nahm Kylie Minogue I Should Be So Lucky, das von Mike Stock von Stock Aitken Waterman geschrieben worden war, als sich die Sängerin schon vor Ort befand, in weniger als einer Stunde in London auf. Das Produktionsteam hatte die damals international unbekannte Minogue 40 Minuten warten lassen, weil sie deren Ankunft vergessen hatten und während dieser Zeit das Lied schrieben. Anschließend flog Minogue zurück nach Australien, um weiter an der Soap-Serie Nachbarn zu arbeiten.
Das Bubblegum-ähnliche Lied, das vorwiegend mit Drumcomputer und Synthesizer, zum Teil auch mit Gitarren eingespielt wurde, ist in einem mittleren Tempo von 120 Schlägen in der Minute gehalten.

## Musikvideo
Das Musikvideo wurde von Chris Langman produziert und im November 1987 in den Channel 7 Studios in Melbourne, Australien, aufgenommen. Es zeigt, wie Minogue anscheinend durch ihr Zuhause geht, in anderen Szenen wird sie vor einem Hintergrund ähnlich einer mit farbiger Kreide bemalten Tafel gezeigt. Ins britische und internationale Musikfernsehen kam das Video erstmals im Januar 1988.

## Rezeption

### Kritiken
Popmatters schrieb, das Lied, „an almost frightfully perky tale of Romantic frustration, contains practically every ‘80s dance music cliché: from the numerous orchestra hits to the uncomfortably thin sounding drum machine.“

### Chartplatzierungen
Das Lied wurde zum Nummer-eins-Hit in über sieben Ländern, darunter Australien, Deutschland, Irland, die Schweiz und Großbritannien. In weiteren Ländern erreichte das Lied Chartplatzierungen unter den Top 10, so Platz vier in Österreich. In den US-amerikanischen Billboard Hot 100 erreichte das Lied Platz 28.
| ChartsChartplatzierungen       | Höchstplatzierung | Wochen/ Monate |
| ------------------------------ | ----------------- | -------------- |
| Deutschland (GfK)              | 1 (17 Wo.)        | 17 Wo.         |
| Österreich (Ö3)                | 4 (3 Mt.)         | 3 Mt.          |
| Schweiz (IFPI)                 | 1 (13 Wo.)        | 13 Wo.         |
| Vereinigte Staaten (Billboard) | 28 (14 Wo.)       | 14 Wo.         |
| Vereinigtes Königreich (OCC)   | 1 (17 Wo.)        | 17 Wo.         |

| ChartsJahrescharts (1988)    | Platzierung |
| ---------------------------- | ----------- |
| Deutschland (GfK)            | 16          |
| Österreich (Ö3)              | 30          |
| Schweiz (IFPI)               | 16          |
| Vereinigtes Königreich (OCC) | 3           |

### Auszeichnungen für Musikverkäufe
| Land/Region                  | Auszeichnungen für Musikverkäufe (Land/Region, Auszeichnung, Verkäufe) | Verkäufe  |
| ---------------------------- | ---------------------------------------------------------------------- | --------- |
| Australien (ARIA)            | Platin                                                                 | 70.000    |
| Deutschland (BVMI)           | Gold                                                                   | 250.000   |
| Frankreich (SNEP)            | Silber                                                                 | 250.000   |
| Vereinigtes Königreich (BPI) | Gold                                                                   | 700.000   |
| Insgesamt                    | 1× Silber · 2× Gold · 1× Platin ·                                      | 1.270.000 |

Hauptartikel: Kylie Minogue/Auszeichnungen für Musikverkäufe